# Женис (Казыгуртский район)
Женис (каз. Жеңіс) — село в Казыгуртском районе Туркестанской области Казахстана. Входит в состав Жанабазарского сельского округа. Код КАТО — 514035500.

## Население
В 1999 году население села составляло 265 человек (125 мужчин и 140 женщин). По данным переписи 2009 года, в селе проживали 292 человека (148 мужчин и 144 женщины).